# إميل زولا
إميل زولا (بالفرنسية: Émile Zola) (2 أبريل 1840 – 29 سبتمبر 1902) هو كاتب وروائي فرنسي مؤثر يمثل أهم نموذج للمدرسة الأدبية التي تتبع الطبعانية، وكان مساهمًا هامًا في تطوير المسرحية الطبيعية، وشخصية هامة في المجالات السياسية وبخاصة في تحرير فرنسا كمساهم في تبرئة من اتهم زورا وأدين - ضابط الجيش ألفريد دريفوس. تم ترشيح زولا لجائزتي نوبل في الأدب الأولى في عام 1901 والثانية في 1902.

## النشأة
ولد إميل زولا في باريس في عام 1840. والده فرانسوا زولا وهو ابن مهندس إيطالي. انتقلت الأسرة -الوالد وزوجته الفرنسية إميلي أوبرت-إلى مقاطعة آيكس أون بروفينس، في جنوب شرق البلاد، عندما كان يبلغ إميل زولا من العمر ثلاث سنوات.. وبعد أربع سنوات، في عام 1847، توفي والده، تاركا والدته تقتات على معاش ضئيل. في عام 1858، انتقلت العائلة مرة أخرى ولكن هذه المرة إلى باريس حيث كون إميل صداقة مع الرسام بول سيزان وبدأ الكتابة مستخدما أسلوبا رومانسيا.و كانت الأم الأرملة قد خططت لزولا أن يمتهن القانون وأن يعمل في أي وظيفة في هذا المجال، لكنه رسب في اختبار البكالوريا.

## مسيرته المهنية
خلال سنوات حياته الأولى، كتب إميل زولا العديد من المقالات والقصص القصيرة وأربع مسرحيات وثلاث روايات. من بين أوائل كتبه Contes à Ninon، الذي نشر في عام 1864. مع نشر رواية السيرة الذاتية الفجة «اعترافات كلود» في عام (1865) جذب انتباه الشرطة وسرحته دار هاشيت من العمل. أما روايته «الأحداث الغامضة في مرسيليا» ظهرت كقصة متسلسلة في عام 1867.
بعد إصدار أول رواية له بعنوان تريز روكين في عام 1867، بدأ زولا سلسلة قصصية طويلة تدعى Rougon Macquart، عن أسرة تعيش في عهد الإمبراطورية الثانية.

### الإنتاج الأدبي
قبل انطلاقته ككاتب، عمل زولا ككاتب في شركة للنقل البحري، ثم في قسم المبيعات للناشر هاتشيت. كما كتب مقالات عن الأدب والفن للصحف. كصحفى يكتب في السياسة، لم يخفِ زولا كراهيته لنابليون الثالث، والذي نجح في ترشيح نفسه لمنصب الرئيس بموجب دستور الجمهورية الفرنسية الثانية، إلا أنه أساء استخدام هذا المنصب وقام بالانقلاب الذي جعله الإمبراطور فيما بعد. لقد كان زولا متسلط الرأى كما أظهرت كتاباته.
أكثر من نصف روايات زولا كانت جزءا من هذه المجموعة وهي تتكون من 20 قصة والمعروفة بالRougon Macquart. على خلاف بلزاك الذي في خضم حياته المهنية الأدبية جمع وركز أعماله في عمل بعنوان «الكوميديا الإنسانية» فإن زولا من البداية في سن ال28 من عمره قام بالتفكير في تصميم كامل سلسلته القصصية. هذه السلسلة من القصص تتتبع الآثار «البيئية» التي أثرت في فرنسا في عصر الإمبراطورية الثانية وتأثيرات انتشار العنف وشرب الكحوليات والبغاء التي أصبحت أكثر انتشارا خلال الموجة الثانية من الثورة الصناعية. هذه السلسلة القصصية تتبعت فرعين من عائلة واحدة: المحترمين (أو الشرعيين) Rougons والسيئي السمعة (غيرالشرعيين) Macquarts، على مدى خمسة أجيال.
وصف زولا سلسلته القصصية بقوله «أريد أن أصور في بداية عهدالحرية وتلمس الحقيقة عائلة لا يمكنها أن تمارس ضبط النفس في اندفاعها الطبيعي لامتلاك كل الأشياء الجيدة التي يتيحها لها التقدم، فتخرج عن مسارها بسبب زخم الحياة حولها والانقباضات القاتلة التي ترافق ولادة نظام عالمي جديد».
وعلى الرغم من أن زولا وسيزان كانا صديقين منذ الطفولة وأثناء الشباب إلا أنهما انفصلا في وقت لاحق من الحياة عندما صور زولا سيزان والحياة البوهيمية التي يحياها الرسامون في روايته اللوفر (التحفة الأدبية الصادرة في عام 1886).
ابتداء من عام 1877 ومع نشر رواية l' Assommoir أصبح إميل زولا من الأثرياء - على سبيل المثال كان يحصل على أجر أفضل مماكان يُدفع لفيكتور هوغو! أصبح زولا ممثلا للأدباء البرجوازيين فكان ينظم ولائم ثقافية يلتقى فيها بغي دي موبسان ويوريس - كارل هوسمان وغيرهم من الكتاب في فيلا فاخرة في ميدان بالقرب من باريس بعد عام 1880. أصدر زولا رواية الجرثومى في عام 1885، ثم رواية لوردات الثلاثة مدن في عام 1894، ثم رواية روما في عام 1896 وباريس في عام 1897، وبذلك اشتهر زولا كمؤلف ناجح.
أعمال زولا نصبته كزعيم لمنهج الطبيعية في فرنسا، كما استوحت الأوبرا بعض أعماله كما فعل غوستاف شاربنتييه، لا سيما أوبرا لويز المقدمة في عام 1890.كما أوحت أعماله مفاهيم مثل مفهوم الوراثة كما هو الحال في كتابات كلود برنار والمفهوم الشر الاجتماعي ومفهوم المثالية الاجتماعية والاشتراكية والتي يتردد صداها في أعمال ندار مانيه وفلوبير.

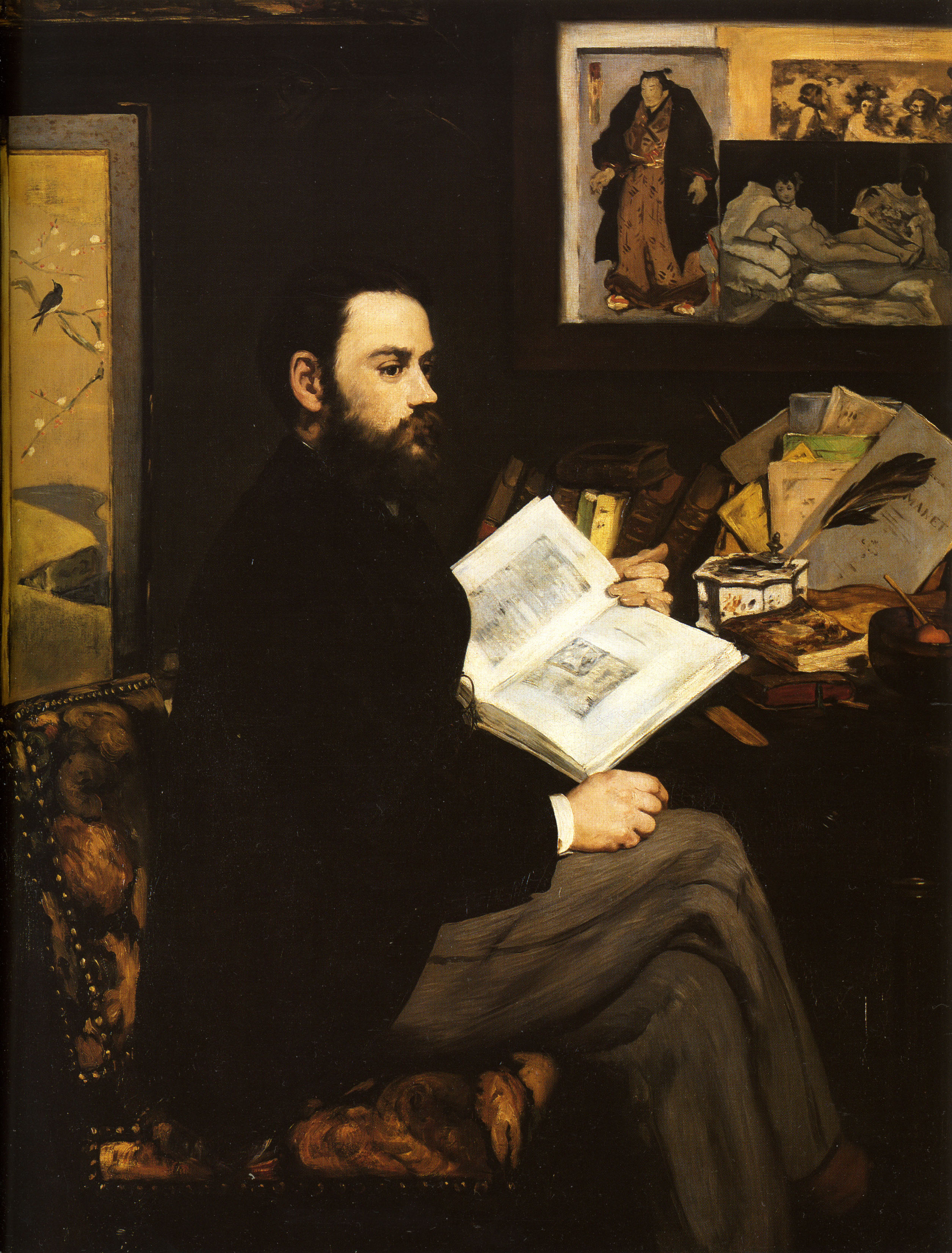
لوحة ل إميل زولا، رسمها إدوار مانيه

### الحركة الناشطة باسم الكابتن دريفوس
رسالة «أنى اتهم» في الفرنسية - مصدر ويكي - رجاء الاطلاع كذلك علي: ترجمة الرسالة المعنية،  عرض أميل زولا مستقبله المهنى وربما كذلك حياته للخطر عندما نشر في يوم 13 يناير 1898 رسالته «إنى اتهم» والتي نشرت على الصفحة الأولى من صحيفة باريس اليومية L'Aurore. وكانت الصحيفة التي يديرها وارنست فون وجورج كليمنصو اللذان قررا أن تكون القصة المثيرة للجدل في شكل خطاب كرسالة مفتوحة موجهة للرئيس فيليكس فاورى أن رسالة إميل زولا «أنى أتهم» اتهمت أعلى المراتب في الجيش الفرنسي بعرقلة سير العدالة ومعاداة السامية عن طريق أدانة يهودى خطأ وهو نقيب المدفعية «ألفريد دريفوس» الذي حكم عليه بالسجن مدى الحياة في جزيرة الشيطان في غينيا الفرنسية. أعلن زولا أن الحكم على دريفوس ونقله لسجن بجزيرة بعيدة تم بعد اتهامه التهمة الباطلة بالتجسس فكان ذلك إجهاضا للعدالة.في القضية المعروفة باسم قضية دريفوس، انقسمت فرنسانقساما كبيرا بين حزب رجعية الجيش والكنيسة والحزب الأكثر تحررا ومادية في المجتمع.و كما صور الوضع «إدوارد مانيه» في عام 1868 فإن تداعيات ذلك الوضع استمرت لسنوات عديدة وفي الذكرى المئة لمقالة زولا في فرنسا اعتذرت الصحيفة اليومية للروم الكاثوليك (لا كروا) عن افتتاحياتها المعادية للسامية أثناء تناول قضية دريفوس. ولأن زولا كان من رواد الفكر الفرنسي فإن رسالته شكلت نقطة تحول رئيسية في هذه القضية.
وتم تقديم زولا للمحاكمة الجنائية بتهمة التشهيرفى 7 فبراير 1898، وأدين في 23 فبراير، وحكم عليه وتم سحب وسام الشرف منه ولكن بدلا من الذهاب إلى السجن فر زولا إلى إنجلترا.لم يكن هناك وقت لزولا لحزم حقائبه ولا لجلب بعض الملابس.
عند وصوله إلى محطة فيكتوريا بلندن في 19 يوليو.بعد إقامة قصيرة ولكن تعيسة بلندن في الفترة من أكتوبر 1898 إلى يونيو 1899 سمح له بالعودة في الوقت المناسب لرؤية سقوط الحكومة. وعرضت الحكومة عفوا لدريفوس (ولكنه لم يتم تبرئته)، وقيل له إنه يمكنه أن يقبل العفو فيصبح حرا ولكنه في نفس الوقت يعترف بأنه مذنب، أو أن يقبل بإعادة المحاكمة والتي كان من المؤكد أنه سيدان فيها من جديد. وعلى الرغم من أنه كان من الواضح أن دريفوس كان غير مذنب، ألا أنه اختار قبول العفو.و قد أعلن زولا أن:«الحقيقة في المسيرة، وليس هناك ما يمكن أن يوقفها.»
في عام 1906، تمت تبرئة دريفوس تماما من قبل المحكمة العليا.
إن مقالة إميل زولا الصادرة في عام 1898 هي دليل قوي لمظاهر السلطة الجديدة، وعلى نطاق واسع في فرنسا، للمثقفين (الكتاب والفنانين والأكاديميين) في تشكيل الرأي العام والتأثير علي وسائل الإعلام والدولة.

## وفاته
توفي زولا في 29 سبتمبر عام 1902 خلال نومه، مختنقا بأول أكسيد الكربون الذي انبعث عندما توقفت إحدى مداخن المنزل. وكان عمره حينها 62 عاما. وقد شك البعض في اغتياله على يد أعدائه لمحاولاتهم السابقة لاغتياله، ولكن لم يتمكن أحد من إثبات ذلك.(بعد عشرات السنين من هذا الحدث المؤلم اعترف ساكن من سكان باريس وهو على فراش الموت أنه هو الذي أغلق فوهة المدخنة لأسباب سياسية). ودُفن زولا في البداية في مدافن مونتمارتر في باريس، ولكن في 4 يونيو 1908، أي بعد ما يقرب من الست سنوات بعد وفاته نُقلت رفاته إلى البانثيون (مقبرة العظماء) بباريس، حيث دفن في سرداب مع فيكتور هوغو.
The biographical film  (جاك شيراك)

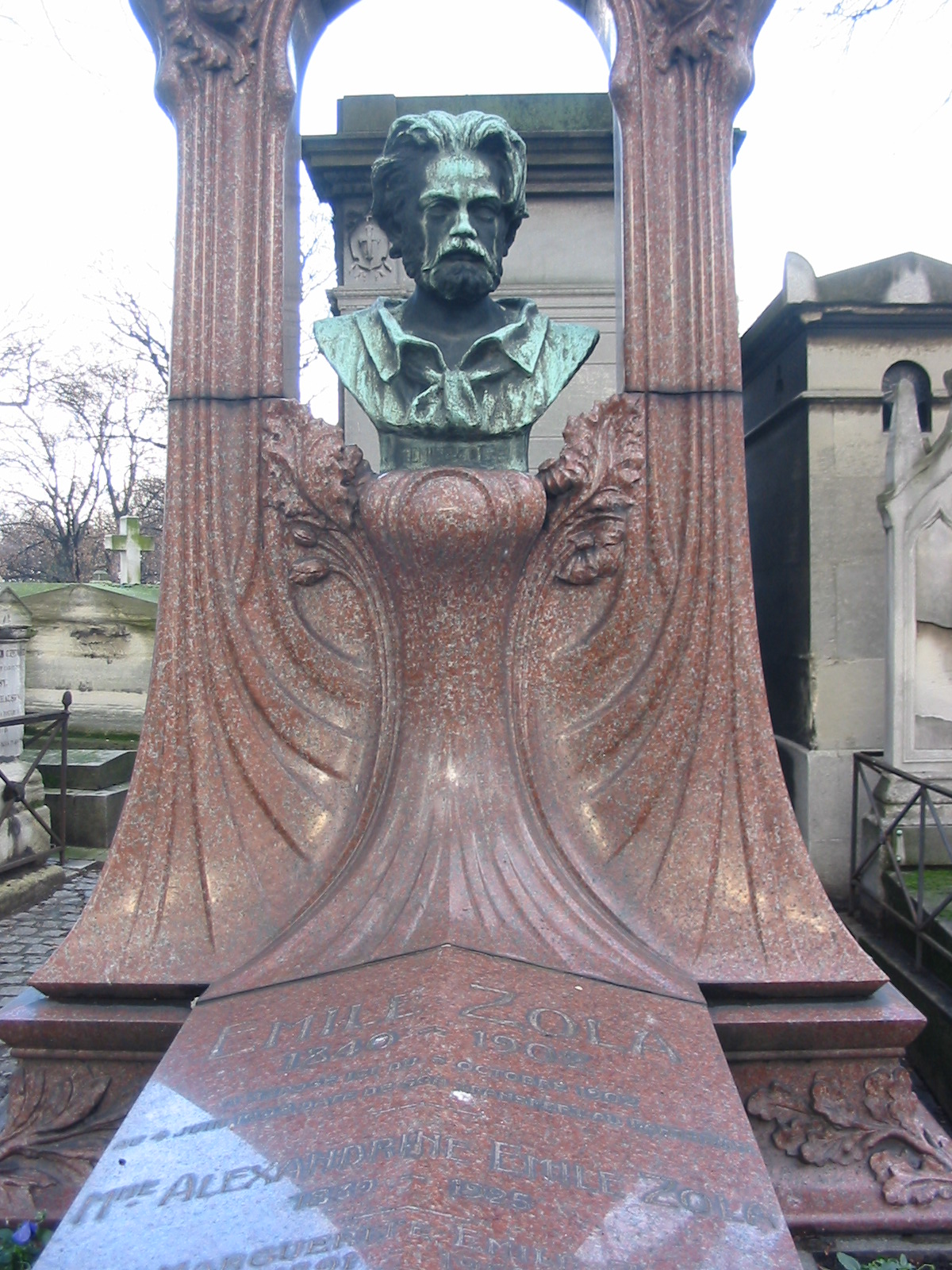
على الرغم من وجود شاهد قبر لإميل زولا في مدافن مونتمارتر؛ إلا أن رفاته الآن مدفونة في مدافن البانثيون.

- وقال «ليس الفنان شيئا بدون الموهبة، ولكن لا تعني الموهبة أي شيء بدون العمل». -- إميل زولا
- واضاف «إذا سألتني ماذا جئت تفعل في هذا العالم، أنا الفنان، سأجيبك: أنا هنا لأعيش بصوت عال». إميل زولا - Émile Zola[11]
- «نزل زولا إلى الاستحمام في مياه المجاري، ونزلت أنا لتطهيرها». هنريك إبسن — (هنريك إبسن)
- "الحضارة لن تبلغ الكمال حتى تقع آخر حجرة من آخر كنيسة على آخر قس". إميل زولا[12]* وقال " الإجراءات التي أتخذها ليست إلا تدبيرا جذريا للإسراع في تفجير الحقيقة والوصول للعدالة". ولكن لدي شغف واحد: تنوير الذين تم حجبهم في الظلام، وباسم الإنسانية معاونة هؤلاء الذي عانوا الكثير ولهم حق التمتع بالسعادة. رسالتي رسالة احتجاج نارية وما هي إلا مجرد صرخة روحي. دعوهم يتجرؤن ويجلبونني أمام محكمة قانونية، وليتم التحقيق معي في وضح النهار! " إميل زولا، "إني أتهم! "(1898).

## مؤلفاته
- Contes à Ninon, (1864)
- اعتراف كلود  (1865)
- (غموض مارسيليا) (1867)
- (تيريز راكون) (1867)
- مادلين Férat  (1868)
- لو رومان التجريبي (1880)
- (Les Rougon-Macquart)
  -  (La Fortune des Rougon) (1871)
  -  (La Curée) (1871–72)
  -  (Le Ventre de Paris) (1873)
  -  (La Conquête de Plassans) (1874)
  -  (La Faute de l'Abbé Mouret) (1875)
  -  (Son Excellence Eugène Rougon) (1876)
  -  (L'Assommoir) (1877)
  -  (Une Page d'amour) (1878)
  -  (Nana) (1880)
  -  (Pot-Bouille) (1882)
  -  (ملخص من أجل سعادة النساء) (1883)
  -  (التمتع بالحياة) (1884)
  -  (جرثومي) (1885)
  -  (L'Œuvre) (1886)
  -  (الأرض) (1887)
  -  (Le Rêve  [لغات أخرى]‏) (1888)
  -  (La Bête humaine) (1890)
  -  (L'Argent) (1891)
  -  (الكارثة) (1892)
  -  (دكتور باسكال) (1893)
- المدن الثلاث
  -  لورديس (1894)
  - روما  (1896)
  - باريس  (1898)
- الملائكة الأربعة
  - Fécondité (1899)
  -  العناء  (1901)
  -  الحقيقة (1903, الذي نشر بعد الإصدار)
  -  العدالة (لم يكتمل)

## روابط خارجية
- إميل زولا على موقع IMDb (الإنجليزية)
- إميل زولا على موقع الموسوعة البريطانية (الإنجليزية)
- إميل زولا على موقع ألو سيني (الفرنسية)
- إميل زولا على موقع ميوزك برينز (الإنجليزية)
- إميل زولا على موقع أول موفي (الإنجليزية)
- إميل زولا على موقع قاعدة بيانات برودواي على الإنترنت (الإنجليزية)
- إميل زولا على موقع قاعدة بيانات الأفلام السويدية (السويدية)
- إميل زولا على موقع إن إن دي بي (الإنجليزية)
- إميل زولا على موقع ديسكوغز (الإنجليزية)
- إميل زولا على موقع قاعدة بيانات الفيلم (الإنجليزية)